# Steve Cohen
Pour les articles homonymes, voir Cohen.
Stephen Ira Cohen, dit Steve Cohen, né le 24 mai 1949 à Memphis (Tennessee), est un avocat et homme politique américain. Membre du Parti démocrate, il est élu du Tennessee à la Chambre des représentants des États-Unis depuis 2007.

## Biographie
Steve Cohen est originaire de Memphis, dans l'ouest du Tennessee. Après des études à l'université Vanderbilt et à l'université de Memphis, dont il est diplômé en 1971, il devient avocat. En 1977, il est le vice-président de la convention constitutionnelle du Tennessee.
Il est élu au conseil du comté de Shelby, qui inclut Memphis, de 1978 à 1980. En 1980, il est nommé à la cour des sessions générales du comté, mais il est battu l'année suivante. Il est élu au Sénat du Tennessee à partir de 1982.
En 1994, il se présente aux primaires démocrates pour être élu gouverneur du Tennessee, mais il est battu,. En 1996, il est candidat à la succession du représentant des États-Unis Harold Ford Sr. (en) dans le 9e district du Tennessee. Il arrive en deuxième position de la primaire démocrate, derrière le fils du sortant, Harold Ford Jr., alors âgé de 26 ans, perdant par 25 points.
Toujours sénateur d'État, il se présente à nouveau à la Chambre des représentants des États-Unis en 2006 lorsque Ford est candidat au Sénat. Dans un district majoritairement afro-américain, il remporte la primaire avec 31 % des voix face à 14 autres candidats. Certains activistes noirs sont déçus de ce résultat et Jake Ford (fils et frère des deux représentants précédents) se présente en tant qu'indépendant. Il dispose du soutien de son père, mais pas de celui de son cousin, Joe Ford Jr., qui soutient Cohen après avoir perdu la primaire. Cohen est élu avec 59,9 % des voix devant Jake Ford (22,2 %) et le républicain Mark White (18 %). Il devient le premier élu juif du Tennessee au Congrès.
En 2008, beaucoup de figures afro-américaines locales restent amères d'être représentées par un congressiste blanc et cherchèrent à recruter un candidat qui pourrait battre Cohen dans la primaire. Il affronte Nikki Tinker, un Afro-Américain, mais, soutenu notamment par la présidente de la Chambre, Nancy Pelosi, il l'emporte très largement avec 79,9 % des voix contre 19 % pour Tinker. Sans opposant républicain face à lui, il est réélu avec 87,9 % des suffrages lors de l'élection générale de novembre 2008.
En 2010, il fait de nouveau face à un adversaire dans la primaire démocrate, l'ancien maire de Memphis, Willie Herenton, qui l'avait pourtant soutenu en 2006. Herenton tient des propos jugés antisémites, condamnés par le National Jewish Democratic Council. Bénéficiant du soutien du président, Barack Obama, Cohen l'emporte largement, battant Herenton avec 79 % des suffrages. Depuis les élections de 2010, il est réélu tous les deux ans en rassemblant de 70 à 79 % des voix,.

## Positions politiques

### Armes à feu
Cohen souhaite informer et sensibiliser les jeunes sur les armes à feu grâce à un programme éducatif. Il fait partie des 80 représentants ayant signé une lettre au président Obama l'incitant à interdire l'importation d'armes semi-automatiques de type militaire.

### Environnement
Cohen est un membre du Congressional Progressive Caucus. Il soutient les efforts de protection de l'environnement, s'est opposé à une résolution qui aurait réduit la capacité du gouvernement fédéral à limiter les émissions de gaz à effet de serre et s'oppose au forage en mer.

### Avortement
Cohen est en faveur du droit à l'avortement. Il s'oppose à l'interdiction d'allocation de fonds fédéraux pour le financer.